# Интернационални фестивал аматерског театра Лакташи
Интернационални фестивал аматерског теaтра Лакташи је културна манифестација Републике Српске која за циљ има популаризацију позоришне умјетности, а одржава се у Лакташима од 2005. године, и то крајем мјесеца јуна.

## Историјат
Интернационални фестивал аматерског тетра Лакташи, по својој форми представља један од већих позоришних фестивала, како у Републици Српској, тако и у цијелој Босни и Херцеговини. Одржава се у домену едукације и стварања позоришне публике у општини и околини и цијелом ентитету. Покровитељи фестивала су општина Лакташи и Министарство просвјете и културе Републике Српске.
Интернационални фестивал представља међународно окупљање младих, аматерских умјетничких скупина из Босне и Херцеговине и свијета који се организује у  алтернативним позоришним изразима. Овај фестивал је јединствен интернационални фестивал који има за циљ пружање могућности размјене у оквиру културе између Босне и Херцеговине, регије и свијета. Позоришна дјела нису жанровски усмјерена.
Организатор овог фестивала је ЈУ „Центар за културу и образовање” из Лакташа. Цијели концепт  фестивала се састоји у такмичењу и извођењу припремљених оригиналних позоришних комада у извођењу позоришта из већине земаља бивше Југославије и шире, који пошаљу своје пријаве. У саставу фестивала је и комисија која од свих пријављених бира одређени број представа од пристиглих пријава. Позоришта која буду изабрана изводе своје представе према плану и програму коју одређују организатори. Фестивал траје неколико дана а након сваке одигране представе на крају дана организује се округли сто на којем се анализирају представе, текстови, глумци и остварени резултати.
Овај фестивал је и уједно догађај који обиљежава почетак манифестације „Лакташко љето”.

## Интернационали фестивал 2017. године
Године 2017. одржан је 12. Интернационални фестивал на којем су се такмичило 6 позоришних група и то из: Новог Сада, Бијелог Поља, Сиска, Ниша, Крагујевца и Пала.
Селектор 12. Интернационалног фестивала аматерског театра је мр Марио Ћулум, доцент Академије умјетности Универзитета у Бањалуци. Стручни жири чине: др Наташа Глишић, професор Академије умјетности Универзитета у Бањалуци, Бојан Колопић, глумац Народног позоришта Републике Српске и др Љиљана Чекић, глумица Народног позоришта Републике Српске.
На 12. фестивалу су се представили: 
| Година | Име позоришнног комада                              | Извиђачи                                                              | Аутор                                 | Режија            |
| ------ | --------------------------------------------------- | --------------------------------------------------------------------- | ------------------------------------- | ----------------- |
| 2017.  | Пут око света (позоришна представа)                 | Драмски студио „Даске” Лакташи, Република Српска, Босна и Херцеговина | Бранислав Нушић                       | Јована Мирковић   |
| 2017.  | О усамљености — Господин Фока (позоришна представа) | Драмски студио АКУД „Соња Маринковић” Нови Сад, Србија                | Гордан Михић                          | Милан Плетел      |
| 2017.  | Одјеци (позоришна прдстава)                         | Бјелопољско позориште, Бијело Поље, Црна Гора                         | По мотивима драме „Час” Ежена Јонеска | Горан Бјелановић  |
| 2017.  | Вероника (позоришна представа)                      | Сцена Сисак, Сисак Хрватска                                           | Тихомир Косић                         | Тихомир Косић     |
| 2017.  | Хадерсвилд (позоришна представа)                    | Академско позориште СКЦ Ниш, Србија                                   | Угљеша Шајтинац                       | Андрија Стојковић |
| 2017.  | 186. степеник (позоришна представа)                 | Студентско позориште Пале, Република Српска, Босна и Херцеговина      | Борислав Пекић                        | Немања Костић     |
| 2017.  | Српска драма (позоришна представа)                  | Позориште младих „Абрашевић” Крагујевац, Србија                       | Синиша Ковачевић                      | Богдан Милојевић  |

## Награде
Трочлани стручни жири једногласан је био да је представа "Хадерсфилд" аутора Угљеше Шајтинца у режији Андрије Стојковића, Академског позоришта из Ниша најбоље овогодишње аматерско позоришно остварење. Поред ове награде додјељење су и следеће награде:
- награда за колективну игру, ансамблу представе „Пут око света” Драмског студија „Даске”  из Лакташа;
- награда за глумачко остварење Стефану Младеновићу, студенту 2. године глуме Факултета уметности у Нишу у класи Ирфана Менсура за улогу Раше у представи Хадерсфилд Академског позоришта СКЦ Ниш;
- награда за најбољу костимографију, за представу „Пут око света” Драмског студија „Даске” из Лакташа;
- награда за најбољу сценографију Абазу Диздаревићу, за представу „Одјеци” Бјелопољског позоришта из Црне Горе;
- награда за најбољу женску улогу Сањи Загорац, за улогу Веронике у истоименој представи, у извођењу Сцене Сисак;
- нагарада за најбољу мушку улогу дијеле:

- Милан Косановић, за улогу господина Фоке, у представи „О усамљености — Господин Фока” Драмског студија АКУД „Соња Маринковић” из Новог Сада
- Илија Степановић, за улогу Обрада у представи „Српска Драма” Позоришта младих „Абрашевић” из Крагујевца;
- награда за најбољу режију Немањи Костићу, за представу „186. степеник” у извођењу Студентског позоришта Пале.[4][5]